# Los Angeles Memorial Coliseum
Le Los Angeles Memorial Coliseum est un stade multifonction situé à Los Angeles, dans l'Exposition Park, qui comprend également la Banc of California Stadium. Il fut inauguré en mai 1923 à la mémoire des soldats de la Première Guerre mondiale. Sa capacité était alors de 76 000 places portée à 101 574 pour les Jeux olympiques d'été de 1932 dont le Coliseum est le stade olympique. L'enceinte connaît une seconde fois cet honneur en 1984. La capacité est alors de 92 000 places. Des rénovations majeures sont en cours depuis 2015, ce qui ramène la capacité du stade dès 2018 à 77 500 places.
Plusieurs clubs de football américain furent résidents du Memorial : Trojans de l'USC (NCAA) (depuis 1923), Bruins de l'UCLA (NCAA) (1923-1981), Rams de Saint-Louis (NFL) (1946-1979), Dons de Los Angeles (AAFC) (1946-1949), Chargers de Los Angeles (AFL) (1960), Raiders de Los Angeles (NFL) (1982-1994), Los Angeles Express (USFL) (1983-1985) et l'Xtreme de Los Angeles (XFL) (2001). Le baseball fut joué au Memorial par les Dodgers de Los Angeles (MLB) de 1958 à 1961 dans l'attente de l'achèvement des travaux du Dodger Stadium.
Le Memorial Coliseum sera en 2028 le premier stade à avoir accueilli trois cérémonies d'ouverture des Jeux olympiques, et autant d'épreuves d'athlétisme.

## Histoire
La construction du Los Angeles Memorial Coliseum commença le 21 décembre 1921 et deux ans plus tard, le 1er mai 1923 il fut inauguré. Le stade accueillit deux fois les Jeux olympiques d'été, en 1932 et en 1984.
Il a été le premier stade à accueillir le Super Bowl le 15 janvier 1967.
L'affluence record est enregistrée en 1963 à l'occasion d'une messe utilisant tribunes et terrain pour les spectateurs. Au niveau sportif, c'est-à-dire en laissant le terrain disponible aux sportifs, la meilleure affluence est de 115 300 spectateurs le 29 mars 2008 pour un match exhibition de baseball entre les Dodgers de Los Angeles et les Red Sox de Boston. Le football américain tenait le record jusqu'à ce match avec 104 953 spectateurs en 1947 pour un match universitaire entre l'USC et Notre Dame.

## Événements
- Los Angeles Christmas Festival, 25 décembre 1924
- Jeux olympiques d'été de 1932
- NFL Pro Bowl, 1951 à 1972 et 1979
- 2e Match des étoiles de la Ligue majeure de baseball 1959, 3 août 1959
- Série mondiale, octobre 1959
- Discours d'acceptation de John Fitzgerald Kennedy lors de l'investiture à la Convention du Parti démocrate, 15 juillet 1960
- Mercy Bowl, 23 novembre 1961 et 11 décembre 1971
- Messe de Billy Graham (134 254 personnes), 8 septembre 1963
- Super Bowl I, 15 janvier 1967
- Super Bowl VII, 14 janvier 1973
- Jeux olympiques d'été de 1984
- Copa Centroamericana 2014
- Jeux olympiques spéciaux, 2015
- Busch Light Clash at The Coliseum en NASCAR depuis 2022
- Jeux olympiques d'été de 2028
- Jeux paralympiques d'été de 2028

## Univers de fiction
Le stade servit de décor aux œuvres suivantes :
- Sportif par amour, film de Buster Keaton et James W. Horne (1927)
- Un tueur dans la foule, film de Larry Peerce sorti en 1976
- Épisode 3 de la saison 2 de Columbo, intitulé Le grain de sable
- Le Dernier Samaritain, film avec Bruce Willis et Damon Wayans
- Épisode 24 de la saison 2 de 24 Heures chrono
- Épreuves de rallycross au sein du jeu Dirt 3
- Grand Theft Auto III, jeu vidéo, situé à Liberty City (ville fictionnelle)
- Épisode 16 de la saison 5 de Lucifer

## Galerie

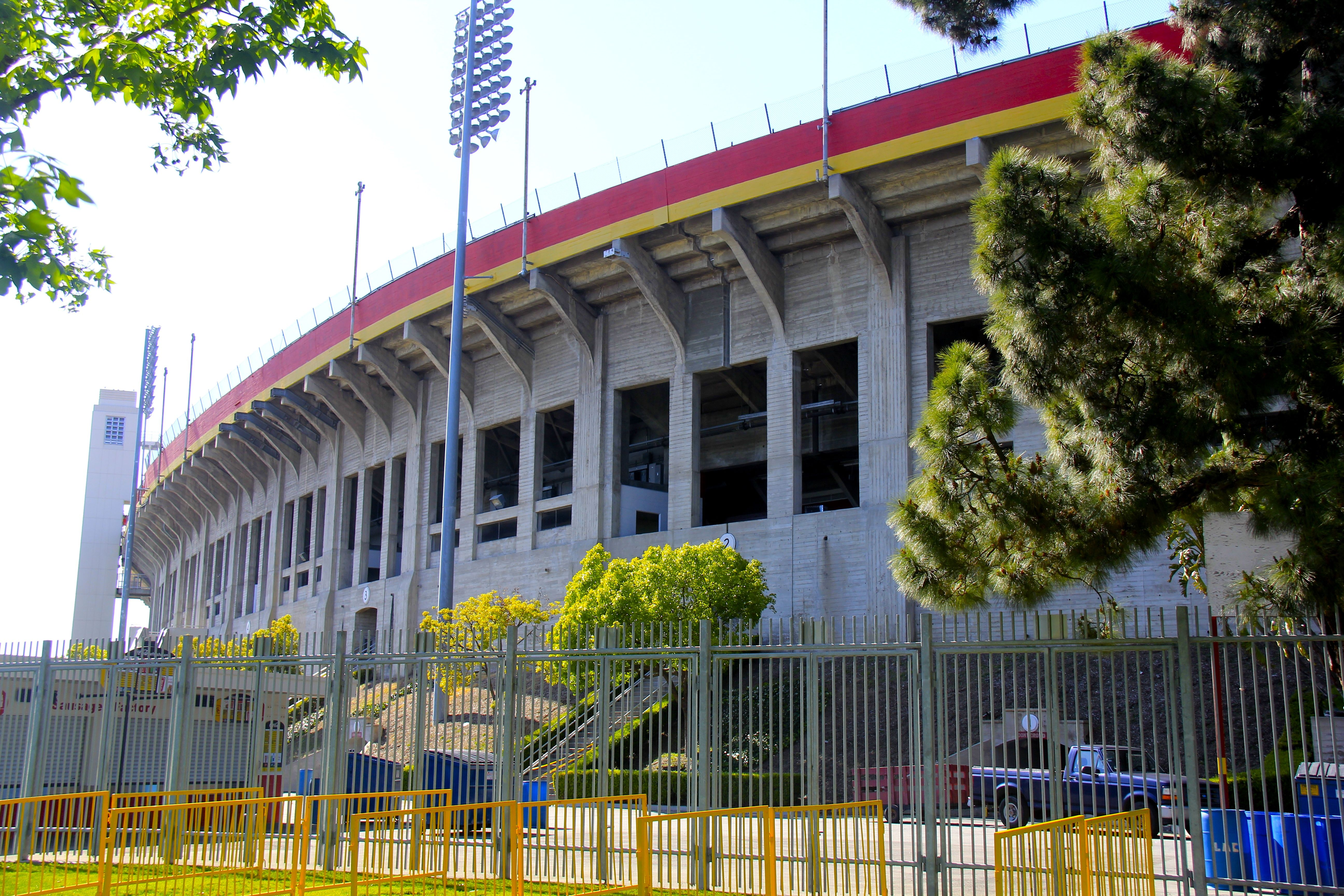
Façade.
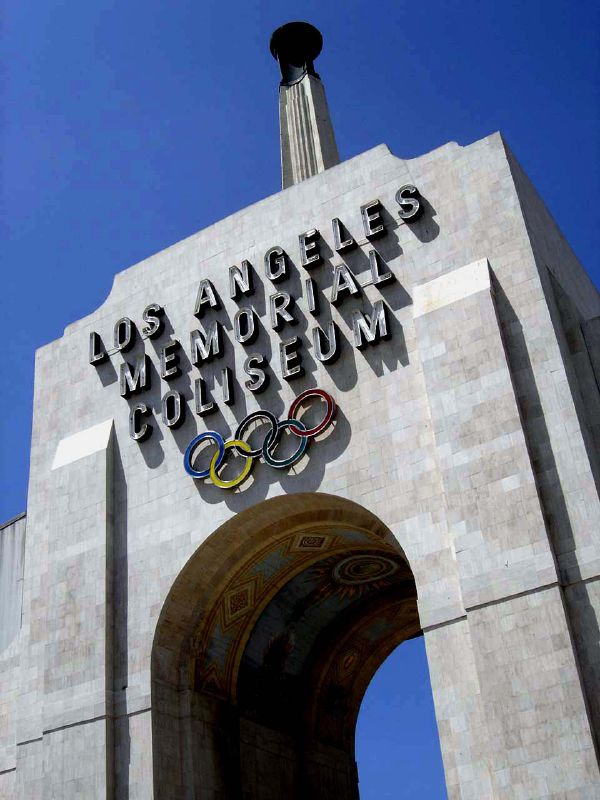
L'entrée du Colisée.
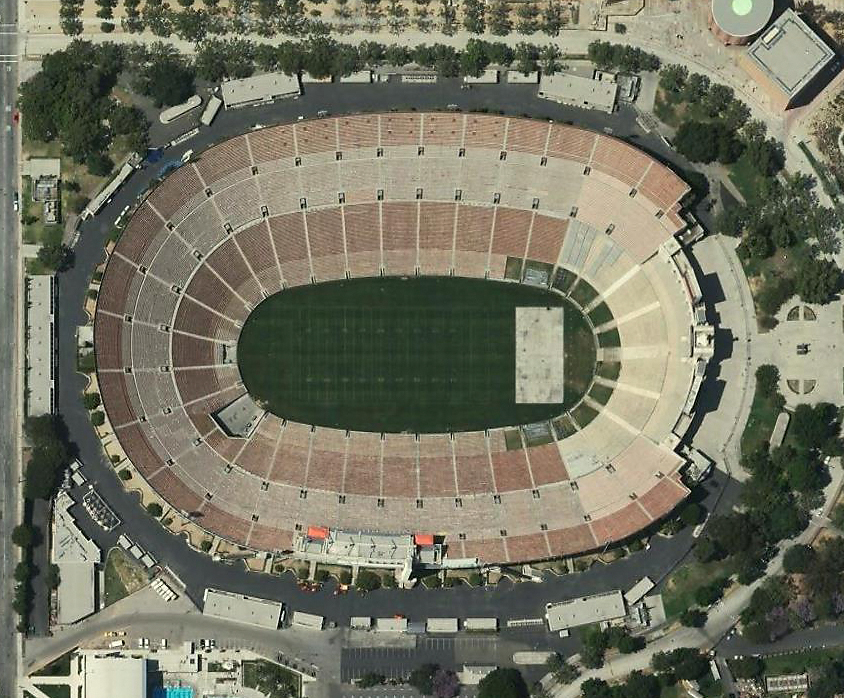
Image satellite.
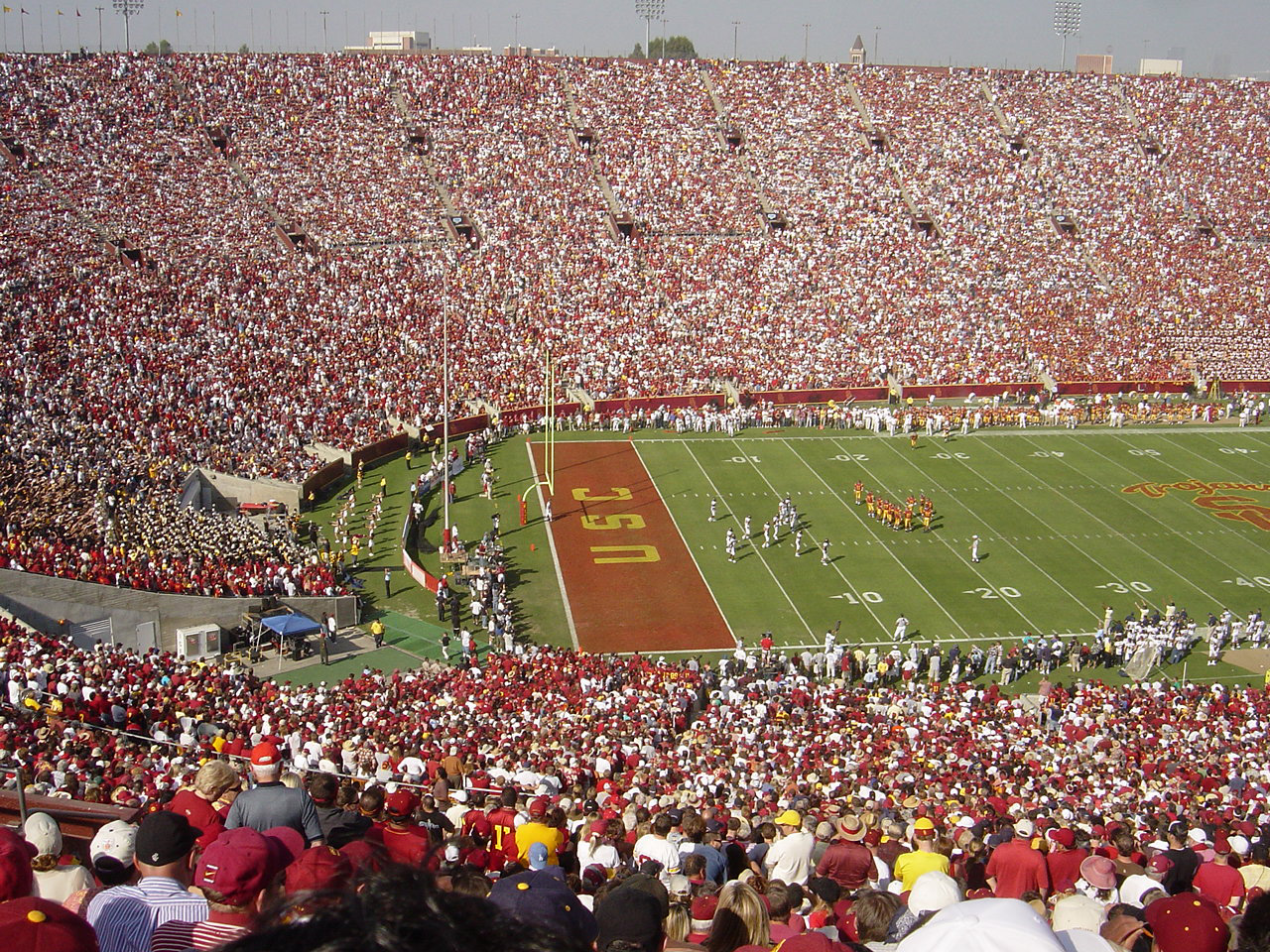
Vue de l’intérieur.
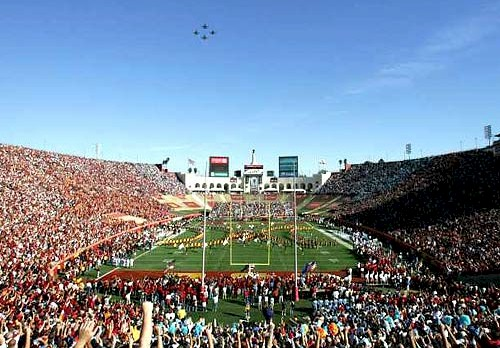
Match des Trojans d'USC.
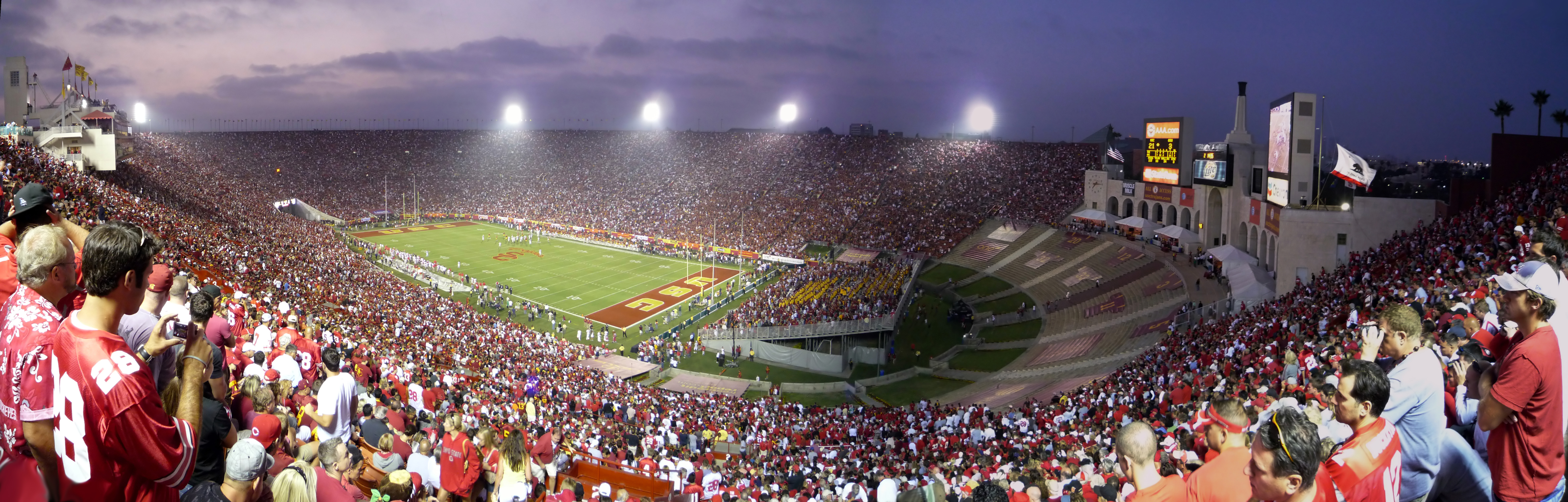
Panorama intérieur.
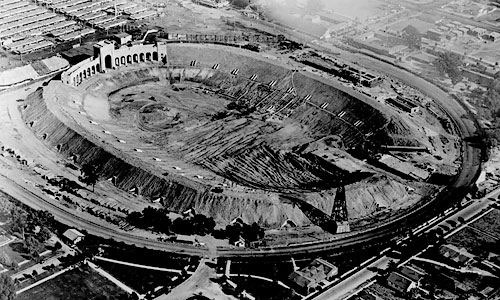
Le Colisée en construction en 1922.
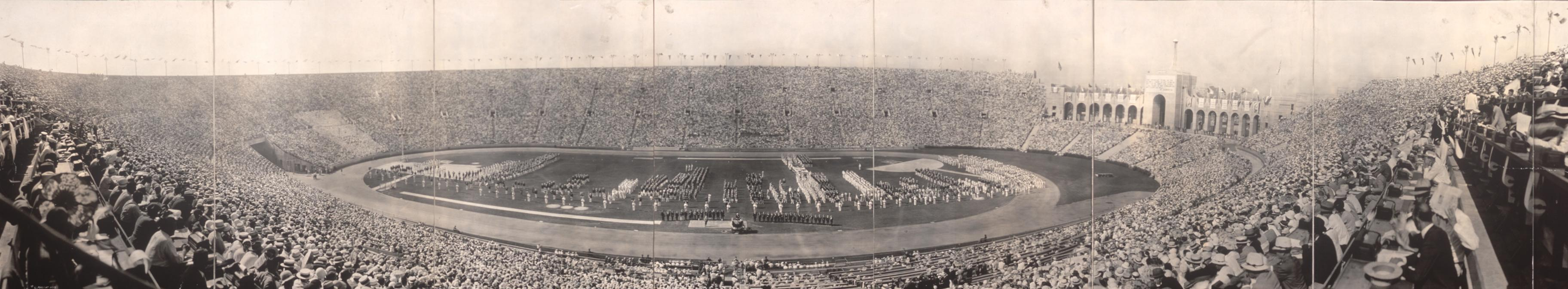
Panorama lors des JO de 1932.